# Hans Ludwig Waiblinger
Hans Ludwig Waiblinger (* 10. Februar 1923 in Hamburg; † 8. Dezember 2012) war ein deutscher Diplomat und Politiker (FDP/CDU).

## Leben
Waiblinger war im Widerstand gegen den Nationalsozialismus aktiv und verbrachte die Jahre 1944/45 in den Konzentrationslagern Hamburg-Fuhlsbüttel und Kiel-Hassee. Von 1945 bis 1948 studierte er Rechts- und Staatswissenschaften an der Rechts- und Staatswissenschaftlichen Fakultät der Universität Hamburg, an der er 1949 das erste Staatsexamen ablegte und 1953 promoviert wurde. Anschließend war er im Auswärtigen Dienst tätig. Von 1955 bis 1957 war er Legationssekretär an der Botschaft in Dublin, anschließend bis 1961 Legationsrat in Den Haag. Von 1962 bis 1965 arbeitete er in der Politischen Abteilung des Auswärtigen Amts im Referat „Weltkommunismus“ und wechselte 1965 an die Botschaft in Kopenhagen. Von 1970 bis 1974 arbeitete er als Vortragender Legationsrat im Referat „Allgemeine Abrüstung und Fragen weltweiter Rüstungskontrolle“ des Auswärtigen Amts. In den Jahren 1977 bis 1983 wirkte er als deutscher Generalkonsul in Rotterdam und von 1983 bis 1988 in Antwerpen. 1988 erhielt Waiblinger das Bundesverdienstkreuz 1. Klasse verliehen.

## Politik
Von 1945 bis 1956 war Waiblinger Mitglied der FDP. Von 1946 bis 1951 war er Hamburger Landesvorsitzender der Deutschen Jungdemokraten und Mitglied des Landesvorstandes der FDP Hamburg. Er vertrat eine nationalkonservative Einstellung und stand damit gegen den linken Flügel der Jungdemokraten um Edgar Engelhard und Lieselotte Kruglewsky-Anders, der er als Vorsitzender der Hamburger Jungdemokraten nachfolgte. Als Vertreter der Jungdemokraten war er 1950/51 Mitglied im FDP-Bundesvorstand und zugleich Mitglied im Bundesvorstand der Jungdemokraten. Er war als deutscher Vertreter Vorstandsmitglied des Weltbundes Junger Liberaler. 1963 wurde er Mitglied in der CDU, Ortsvorsitzender in Oberwinter und 1964 Mitglied des Kreistages Ahrweiler für Oberwinter. Von 1973 bis 1975 war er Vorsitzender des Kreisverbands Ahrweiler der Europa-Union Deutschland.

## Schriften
- Die Verfassungsgrundlagen des Königreichs der Niederlande im Vergleich mit denen der Bundesrepublik Deutschland. Diss., Rechts- und staatswissenschaftliche Fakultät, Universität Hamburg, 24. Januar 1953.